# George Young (polityk)
Sir George Samuel Knatchbull Young, 6. baronet (ur. 16 lipca 1941) – brytyjski polityk, członek Partii Konserwatywnej, minister w drugim rządzie Johna Majora oraz w rządzie Davida Camerona. Patron Tory Reform Group.

## Życiorys
Wykształcenie odebrał w Eton College oraz w Christ Church na Uniwersytecie w Oksfordzie. W 1963 r. uzyskał tytuł bakałarza politologii, filozofii i ekonomii. Następnie studiował na uniwersytecie Surrey, gdzie uzyskał tytuł magistra filozofii. W latach 1969–1974 był ekonomicznym doradcą Urzędu Pocztowego. W latach 1968–1971 zasiadał w radzie London Borough of Lambeth. W 1970 r. został wybrany do rady Greater London i zasiadał tam do 1973 r. Był wiceprzewodniczącym komisji strategicznego planowania.
Do Izby Gmin dostał się po wyborach w lutym 1974 r., zwyciężając w okręgu Acton. W latach 1983–1997 reprezentował okręg wyborczy Ealing Acton, a od 1997 r. reprezentuje okręg wyborczy North West Hampshire.
Był podsekretarzem stanu w ministerstwie zabezpieczenia socjalnego w latach 1979–1981, podsekretarzem stanu w ministerstwie środowiska w latach 1981–1986, Kontrolerem Dworu Królewskiego w 1990 r., ministrem stanu ds. budownictwa w latach 1990–1994, finansowym sekretarzem skarbu w latach 1994–1995, wreszcie członkiem gabinetu jako minister transportu w latach 1995–1997 r. Na tym ostatnim stanowisku nadzorował prywatyzację brytyjskich kolei.
W gabinecie cieni Williama Hague'a był ministrem obrony w latach 1997–1998, przewodniczącym Izby Gmin i Kanclerzem Księstwa Lancaster w latach 1998–2000 i ministrem spraw konstytucyjnych w latach 1999–2000. We wrześniu 2009 r. powrócił do gabinetu ceni jako przewodniczący Izby Gmin. Po zwycięstwie konserwatystów w wyborach 2010 r. objął to samo stanowisko w gabinecie Camerona. Opuścił rząd podczas jego rekonstrukcji we wrześniu 2012.

### Życie prywatne
Young jest żonaty z Aurelią Nemon-Stuart, córką rzeźbiarza Oscara Nemona. Para pobrała się 11 lipca 1964 r. i doczekała się dwóch synów i dwóch córek. Po śmierci ojca w 1960 r. George odziedziczył tytuł 6. baroneta (of Formosa Place).